# Sędziszów Małopolski
Sędziszów Małopolski is een stad in het Poolse woiwodschap Subkarpaten, gelegen in de powiat Ropczycko-sędziszowski. De oppervlakte bedraagt 9,94 km², het inwonertal 7120 (2005).

## Verkeer en vervoer
- Station Sędziszów Małopolski

## Geboren
- Piotr Przydział (1974), wielrenner